# Armata 3 (1916-1918)
Armata 3 a fost o mare unitate de nivel operativ-strategic care s-a constituit în prima zi de mobilizare, la 27 august 1916, având misiunea de a asigura apărarea frontierei de sud a României. La intrarea în război, Armata 3 a fost comandată de generalul de divizie Mihail Aslan.
Armata 3 a participat la acțiunile militare pe frontul românesc, între 27 august 1916 - 7 octombrie 1916, dată la care a fost desființată. Marile unități  din compunerea sa au fost redistribuite către Armata 1 și Armata 2, continuând să participe la operațiile militare până la sfârșitul războiului.

## Ordinea de bătaie la mobilizare

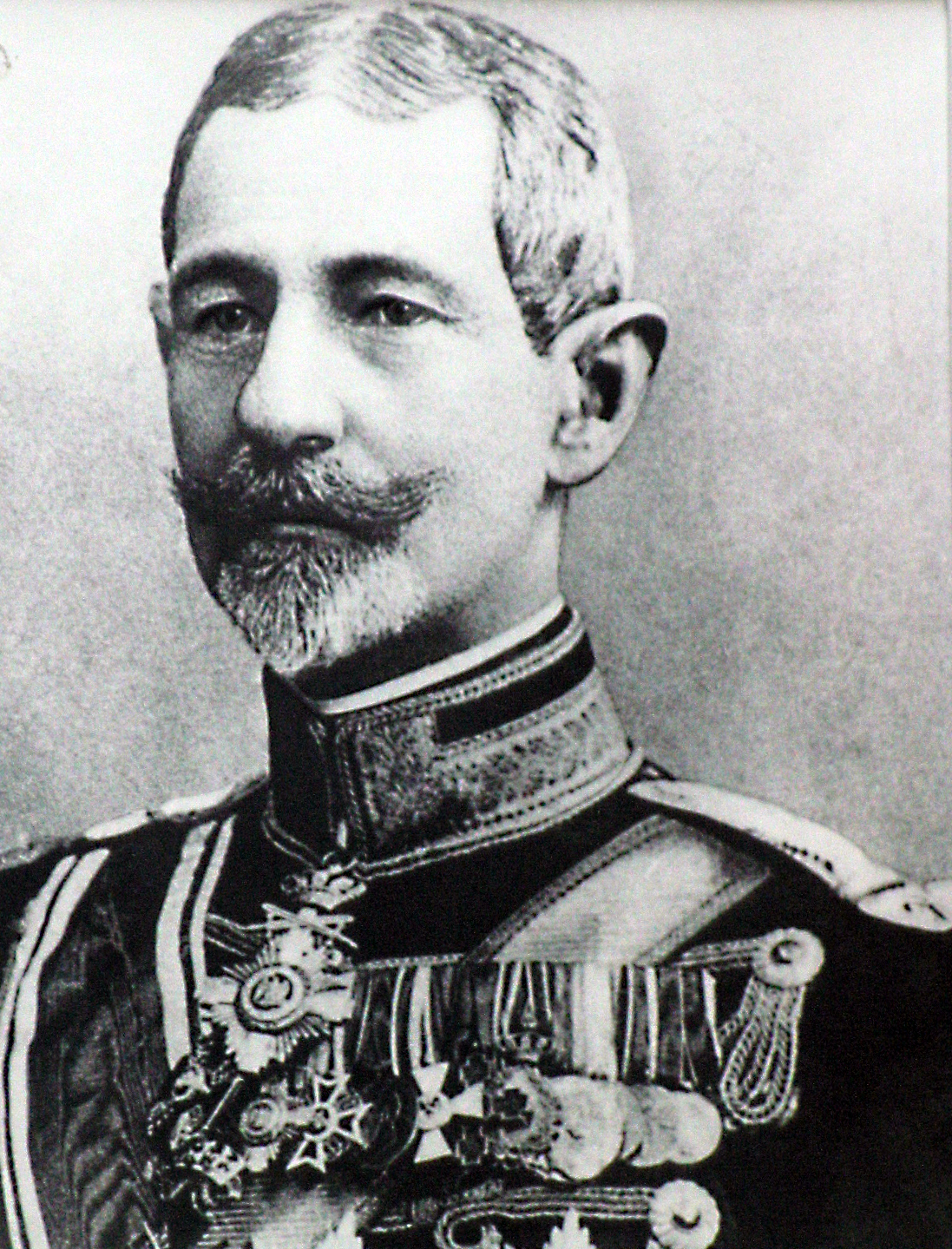
Generalul Alexandru Averescu, comandantul Armatei 3

La declararea mobilizării, la 27 august 1916, Armata 3 avea următoarea ordine de bătaie:

Armata 3
- Cartierul General al Armatei 3
- Grupul central

- Divizia 20 Infanterie

- Grupul de vest

- Divizia 16 Infanterie

- Brigada 41 Infanterie

- Regimentul 81 Infanterie
- Regimentul 82 Infanterie

- Brigada 42 Infanterie

- Regimentul 83 Infanterie
- Regimentul 84 Infanterie

- Brigada 11 Artilerie

- Regimentul 26 Artilerie
- Regimentul 27 Artilerie

- Deatașamentul Alexandria

- Divizia 18 Infanterie
- Divizia 1 Cavalerie

- Brigada 1 Roșiori

- Regimentul 1 Roșiori
- Regimentul 10 Roșiori

- Brigada 2 Roșiori

- Regimentul 4 Roșiori „Regina Maria”
- Regimentul 9 Roșiori

- Brigada 3 Roșiori

- Regimentul 5 Roșiori „Împăratul Nicolae al II-lea”
- Regimentul 3 Călărași

- Divizionul 1 Artilerie Călăreață

- Brigada 2 Călărași

- Regimentul de Escortă Regală
- Regimentul 4 Călărași

- Serviciile Corpului 6 Armată

- Grupul de est

- Divizia 17 Infanterie - Zona fortificată Turtucaia
- Divizia 9 Infanterie - Zona fortificată Silistra

- Regimentul 9 Vânători
- Brigada 17 Infanterie

- Regimentul Constanța No. 34
- Regimentul Călugăreni No. 40

- Brigada 18 Infanterie

- Regimentul Matei Basarab No.35
- Regimentul Vasile Lupu No. 36

- Brigada 39 Infanterie

- Regimentul 63 Infanterie
- Regimentul 79 Infanterie

- Brigada 9 Artilerie

- Regimentul 13 Artilerie
- Regimentul 18 Artilerie

- Divizia 19 Infanterie - Zona fortificată Cernavodă
- Brigada 5 Călărași

- Regimentul 10 Călărași
- Regimentul 9 Călărași

## Comandanți
Pe perioada desfășurării Primului Război Mondial, Armata 3 a avut următorii comandanți:
- General de divizie Mihail Aslan - 27 august 1916 - 7 septembrie 1916
- General de divizie Alexandru Averescu - 27 august 1916 - 7 octombrie 1916